# Enma López Araujo
Enma López Araujo (c. 1986-87) és una funcionària i política espanyola del Partit Socialista Obrer Espanyol (PSOE), regidora de l'Ajuntament de Madrid des de 2019.
Involucrada des de molt jove en la política, López, assentada a Vigo en la seva adolescència, va entrar amb 16 anys al Partit Socialista Obrer Espanyol (PSOE). Va concórrer com a candidata al número 18 de la lista del Partit dels Socialistes de Galícia-PSOE a Pontevedra de cara a les eleccions al Parlament de Galícia de 2005. Amb 20 anys es va presentar al número 18 de la llista del PSG-PSOE per a les eleccions municipals de 2007 a Vigo encapçalada per Abel Caballero. Es va llicenciar en dret econòmic empresarial per la Universitat de Vigo.
Traslladada des de Vigo a Madrid, va ingressar com a funcionària en el cos tècnic d'Hisenda i posteriorment en el Cos Superior d'Inspectors d'Assegurances de l'Estat.

Va treballar com a assessora de José Luis Rodríguez Zapatero durant el seu segon mandat com a president de Govern. Va entrar com a assessora al Gabinet de la Presidència de Govern durant el primer govern de Pedro Sánchez.
Nomenada directora general de la Fundació Estatal Salut, Infància i Benestar Social el 2019, va ser inclosa al número 8 de la lista del PSOE per a les eleccions municipals de maig de 2019 a Madrid encapçalada per Pepu Hernández, i va resultar elegida regidora de l'Ajuntament de Madrid.
Es va convertir en la portaveu de Grup Municipal Socialista a la Comissió d'Economia i Hisenda del consistori.